# Stefan Wójtowicz (pilot)
Stefan Wójtowicz (ur. 19 czerwca 1919 w Wypnisze, zm. 11 września 1940 w Anglii) – sierżant pilot Polskich Sił Powietrznych w Wielkiej Brytanii.

## Życiorys
Syn Stanisława i Weroniki z domu Pejta. Po ukończeniu szkoły powszechnej w 1936 roku wstąpił do Szkoły Podoficerów dla Małoletnich w Bydgoszczy, w 1939 r. ukończył ją w Krośnie. W kampanii wrześniowej walczył w 111 eskadrze myśliwskiej w ramach Brygady Pościgowej. 18 września przekroczył granicę z Rumunią w Śniatyniu. Następnie przedostał się do Francji. 13 maja 1940 roku został przydzielony do grupy 20 pilotów, którzy mieli rozprowadzać samoloty z fabryk do dywizjonów i wyjechał do Chateaudun jednak 19 czerwca został odwołany do Lyonu i skierowano go do III Klucza Kominowego „Ku” kpt. K. Kuziana, który miał bronić wytwórni samolotów S.N.C.A.O. w Nantes.
Po klęsce Francji przez Afrykę przedostał się do Anglii, wstąpił do Royal Air Force, gdzie otrzymał numer służbowy P-5024. Po przeszkoleniu, 2 sierpnia 1940 roku, trafił do dywizjonu 303. 3 września podczas przymusowego lądowania na uszkodzonym samolocie Hawker Hurricane Mk. I RF-F został lekko ranny.
7 września podczas walki w okolicach Essex z niemiecką wyprawą bombową zestrzelił dwa Dorniery Do 17.
Zginął podczas walk 11 września 1940 – po strąceniu Me 109 sam został trafiony przez innego Me 109 w głowę i jego Hurricane RF-B rozbił się w okolicy Biggin Hill – wzgórze Hogtrough koło Westerham. Został pochowany na cmentarzu w Northwood, grób nr H-209.
W rodzinnej miejscowości Stefana Wójtowicza znajduje się pomnik ku jego czci.

## Zwycięstwa powietrzne
Na liście Bajana figuruje na 77. pozycji z 3 pewnymi i 1 prawdopodobnym zniszczonym samolotem.
Zestrzelenia pewne:
- 2 Do 215 – 7 września 1940 (po weryfikacji: Me-110D/0 nr 3328 z 4/ZG2 i Me-110C-4 nr 3246 z Stab.I/ZG2)[7]
- Me 109 – 11 września 1940 (Me-109E-7)[8]

Zestrzelenia prawdopodobne:
- Me 109 – 11 września 1940 (Me-109E-7)[9]

## Ordery i odznaczenia
- Krzyż Srebrny Orderu Virtuti Militari nr 8816 – pośmiertnie 17 września 1940[6]
- Polowy Znak Pilota